# Ørstedsparken
Ørstedsparken er et parkanlæg mellem Nørre Voldgade og Nørre Farimagsgade i Indre By i København. Parken, der er ejet af Københavns Kommune, er anlagt af landskabsgartner H.A. Flindt i årene 1876-1879 og åbnedes første gang for publikum den 27. oktober 1879. Ørstedsparken har 7 indgange og har et areal på 6,5 ha, hvoraf søen midt i parken dækker de 1,8 ha. Anlægget har været fredet siden 1963 og har stort set bevaret sit udseende uændret siden anlæggelsen. 
Parken er – i lighed med Tivoli, Botanisk Have og Østre Anlæg – anlagt på en del af Københavns gamle voldterræn, idet den omfatter arealet fra Ahlefeldts Bastion til Helmers Bastion. Imellem disse lå Hahns Bastion, hvor der i 1876 opstilledes et monument med en statue af H.C. Ørsted. Det gav anledning til en del polemik, fordi man mente, at den planlagte park derved ville få dennes navn – hvilket også skete, dog med den krølle at parken har navn efter begge Ørsted-brødrene. 
Voldgraven og voldskråningerne er delvis bevaret, men da forbindelsen til den øvrige del af volden er afbrudt, er voldgraven nu en langstrakt sø med en dybde på ca. 4 m. For at forbedre vandkvaliteten er der i 1994 skabt en underjordisk forbindelse til Peblinge Sø, således at vandet kan bringes til at cirkulere mellem de to søer. Denne mulighed udnyttes især i vinterhalvåret.
Der fører en jernbro over søen. Denne bro førte tidligere over det "gab" eller hul i Københavns vold, som nedrivningen af Nørreport i 1857 medførte. Broen blev bl.a. benyttet af kong Frederik VII, når denne foretog en ridetur rundt om byen. I 1873 blev broen nedrevet og genopført på sin nuværende placering. Den er udført som et smedejernsgitter og er formentlig Danmarks ældste bro af denne type. 
Parken er tegnet af landskabsgartneren Henrik Flint som en promenadepark. Den centrale sø og de slyngede stiforløb er et særdeles velbevaret eksempel på den havestil, der var herskende ved parkens anlæggelse, og som er kendetegnet ved borgerskabets blomstringstid. Parkerne fra denne tid fungerer som "klunkehjemmenes" udvidelse i det fri, og de slyngede og krydsende stier giver rig lejlighed til sammentræf mellem de promenerende.
Blandt parkens træer kan nævnes: Vandgran fra Kina, tretorn (fra USA), tempeltræ (fra Kina), pagodetræ (fra Kina og Korea), avnbøg og hestekastanje. 
I marts-april blomstrer rød hestehov (også kaldet pestilensurt eller tordenskræppe) på skrænterne langs søen, og i den store plæne bag H.C. Ørsted-monumentet er der efter 2. verdenskrig nedlagt 26.000 hollandske krokusknolde, der om foråret kan ses i fuldt flor i blå, gule og hvide farver.
Foruden monumentet for H.C. Ørsted findes monumenter for
- juristen og politikeren Anders Sandøe Ørsted 1778–1860
- politikeren, skibsrederen og nationalbankdirektøren Niels Lauritz Hvidt 1777–1856, medlem af den grundlovgivende rigsforsamling
- Natalie Zahle 1828–1913, stifteren af den nærliggende Zahles skole og en fremtrædende kvindeskikkelse og pædagog

Rundt om i parken er desuden opstillet et stort antal statuer, skænket af Albertina (legat), som er stiftet af brygger Carl Jacobsen, herunder: Den døende galler, Silen med bacchusbarn, Satyr med bacchusbarn, Satyr med klangbækkener, Sliberen, Den belverderiske Apollon, Hvilende Hermes, Firbendræberen, Hvilende satyr, Chapu: Jeanne D’Arc i Domrémy, Fløjtespillende satyrdreng, Bryderne og Vin-sugende satyrdreng. 
I parken er dels indrettet to offentlige legepladser, hvoraf den ene er overvåget af personale, dels opstillet griller til offentlig brug. På plænen er der ofte åbne arrangementer med bl.a. musik om sommeren, ligesom der findes en café, der anvendes som debatsted på søndage. 
Dele af Københavns bøssemiljø har længebenyttet Ørstedsparken som mødested i aften- og nattetimerne. Det har også ført til flere overfald (herunder røverier) på homoseksuelle, såkaldte hate crimes. 
Første gang det blev offentligt kendt at homoseksuelle mænd mødes i Ørstedsparken for at have sex med hinanden, er sagen mod “pæderasterne“ Carl Andreasen og Vilhelm Theodor Christensen, de blev opdaget 18. november 1864. Begge var 26 år gamle og havde kendt hinanden i ti år. Andreasen indrømmede, at han havde bedrevet “Omgængelse mod Naturen” på volden i en årrække, Christensen tilstod det samme, men i mindre omfang end Andreasen. De blev begge idømt dødsstraf “Baal og Brand” ved Højesteret efter Danske Lovs artikel 6-13-15 for “Pæderasti og Uterlighed“ den 20. april 1865, ved benådning blev straffene nedsat til henholdsvis 3 års forbedringshusarbejde for Andreasen og 1 års  forbedringshusarbejde for Christensen.